# Verena Wicke-Scheil
Verena Wicke-Scheil (* 4. Juli 1956 in Magdeburg) ist eine deutsche Politikerin (Bündnis 90/Die Grünen). Sie war von 2011 bis 2016 Abgeordnete im Landtag von Sachsen-Anhalt.

## Biografie
Verena Wicke-Scheil absolvierte ein Fachhochschulstudium zur Bibliothekarin und war anschließend zunächst in verschiedenen Bibliotheken tätig. Sie arbeitete dann als Dozentin.
Verena Wicke-Scheil trat 1994 in die Partei Bündnis 90/Die Grünen ein. Seit 2010 gehört sie dem Landesvorstand ihrer Partei in Sachsen-Anhalt an. Sie wurde 2011 über die Landesliste in den Landtag von Sachsen-Anhalt gewählt. Für die Landtagswahl 2016 trat sie nicht mehr auf der Landesliste an.